# Principauté de Soubise

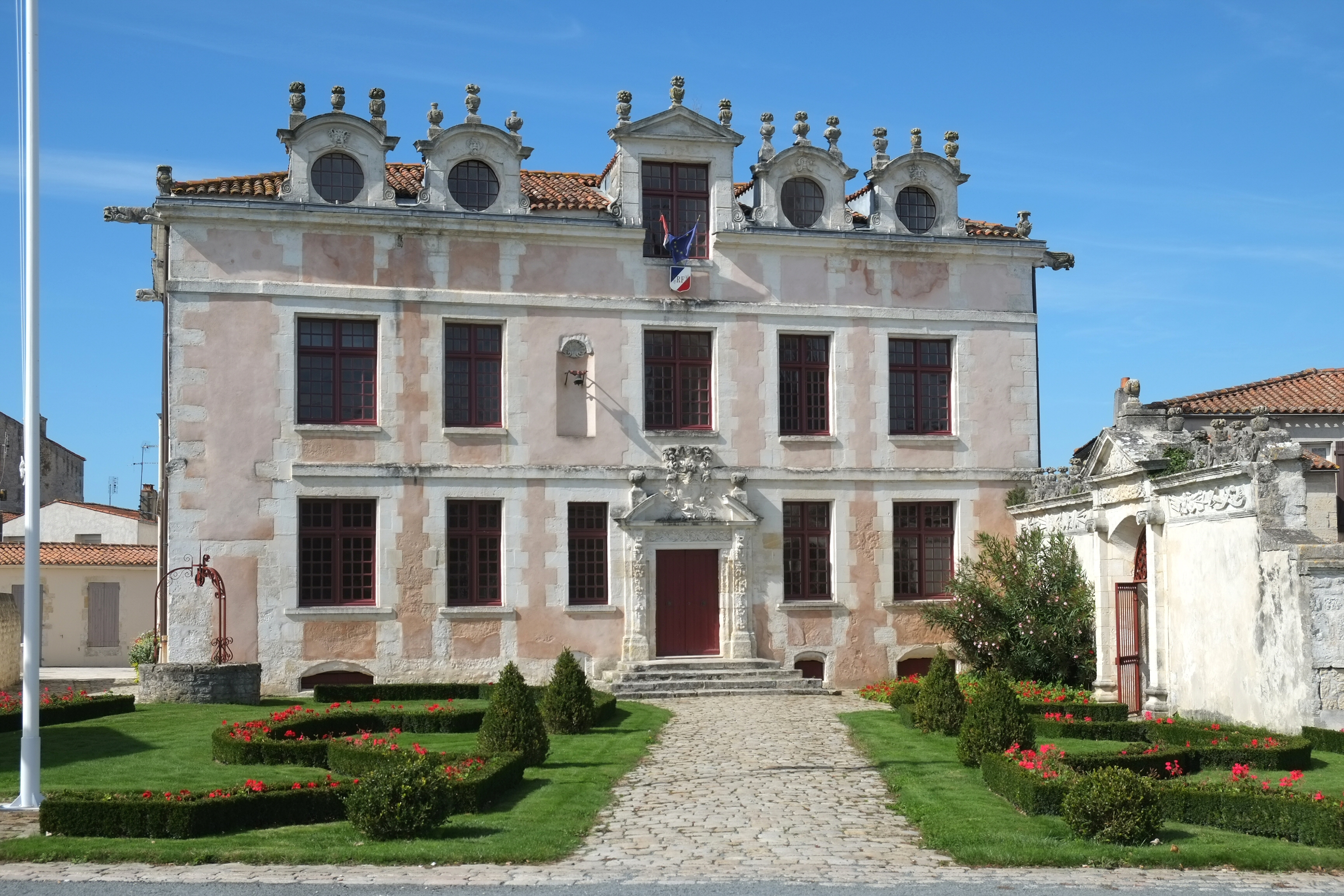
L'hôtel des Rohan encore nommé hospice de Soubise, devenu depuis mairie de la commune.

La  seigneurie de Soubise en Charente-Maritime fut érigée par lettres patentes (non enregistrées) de Louis XIV datées de mars 1667 en principauté de Soubise en faveur de François de Rohan (1630-1712). 
« En érigeant en principauté la baronnie de Soubise, le roi en quelque sorte « baptise » cette branche cadette des Rohan dont il veut favoriser et accélérer l'ascension ».
Mais cette érection de la terre de Soubise en « principauté »  par le pouvoir royal se fit sans aucun droit particulier ni juridiction spéciale. Dans les lettres patentes, on emploie les formules semblables à celles des créations de marquisats, comtés et baronnies : rien de commun avec les duchés. « Nous érigeons en titre de principauté la terre et la baronnie de Soubize, dont le seigneur de Rohan porte le nom, qui est l'une des quatre baronnies de Xaintonge. ». 
Cette branche de la famille de Rohan qui porta le titre de prince de Soubise fut connue sous le nom de Rohan-Soubise s'éteignit en 1787.

## La seigneurie de Soubise
La seigneurie de Soubise relevait au départ de la châtellenie de Châtelaillon et donc sans doute des familles châtelaines entremêlées de Châtelaillon et de Rochefort. On la retrouve ensuite aux mains de la Maison de Lusignan,, puis dans la famille de Parthenay-Larchevêque (Valence de Lusignan, nièce de Geoffroy II de Lusignan à la Grand'Dent, ayant épousé en 1247 Hugues II de Parthenay),, avant de passer en 1575 à la famille de Rohan par le mariage de Catherine de Parthenay avec René II de Rohan. Le second fils de ce mariage, Benjamin de Rohan, duc de Frontenay et seigneur de Soubise fut connu sous le titre de baron de Soubise. À sa mort en 1642, la seigneurie de Soubise passa à sa nièce la duchesse de Rohan, qui la légua à sa fille Anne de Rohan-Chabot, épouse de son cousin François de Rohan.

## La principauté de Soubise
La famille de Rohan, de par sa proximité avec la famille royale de Navarre et la famille ducale de Bretagne, entretint au XVIIe siècle des prétentions au statut princier. Selon Saint-Simon, c'est pour plaire à Anne de Rohan-Chabot, épouse de François de Rohan, que Louis XIV aurait créé la principauté en 1667. Il s'agit sans doute d'une partie de l'ascension sociale de la famille de Rohan, qui se voit reconnaître à la même époque le statut de prince étranger dans la perspective de donner de manière rétrospective un lustre à leurs ancêtres communs avec la famille royale. Les descendants du couple sont connus dès lors comme  Rohan-Soubise. Leur fils Hercule Mériadec de Rohan-Soubise est créé duc de Rohan-Rohan en 1714 ; le titre de prince de Soubise devenant celui de l'héritier du duc. La dernière descendante des Rohan-Soubise épousa en 1761 Henri Louis Marie de Rohan, prince de Rohan-Guéméné.
La branches des princes de Rohan-Soubise s'est éteinte en 1787.

## Liste des princes de Soubise
1. François de Rohan (1630 † -1712), comte de Rochefort, époux en secondes noces d'Anne de Rohan-Chabot (1648-1709) dame de Soubise qui lui apporte la terre de Soubise. 1er prince de Soubise (1667), lieutenant général des armées du roi gouverneur de Champagne, de Berry et de Brie
2. Hercule Mériadec de Rohan (1669 † 1749), 1er duc de Rohan-Rohan et pair de France, 2e prince de Soubise, prince de Maubuisson, comte de La Voulte, de Tournon, d'Albon et de Saint-Gérand-de-Vaux, marquis d'Annonay, baron de Longuèze, seigneur de Serrières, mariée avec Anne Geneviève de Lévis (1673 † 1727), fille de Louis-Charles de Lévis, duc de Ventadour et de Charlotte de La Mothe-Houdancourt (1654 † 1744), dont :
3. Jules de Rohan (1697 † 1724), 3e prince de Soubise, capitaine-lieutenant des gendarmes de la garde du roi, marié avec Anne-Julie-Adélaïde de Melun (1698 † 18 mai 1724), dont :
4. Charles de Rohan (1715 † 1787), duc de Ventadour et pair de France (1717), prince de Maubuisson, 4e et dernier prince de Soubise, prince d'Épinoy (1724-1739 puis 1742-1787), marquis de Roubaix, comte de Saint-Pol, 2e duc de Rohan-Rohan et pair de France (1749), capitaine-lieutenant des Gendarmes de la garde du roi, Maréchal de France, Ministre d'État, pair et maréchal de France, connétable héréditaire de Flandres, sénéchal de Hainaut.